# 亞歷山德羅皮爾 (盧甘斯克州)
49°41′30″N 38°50′57″E / 49.69167°N 38.84917°E
亞歷山德羅皮尔（烏克蘭語：Олександропіль）是位於烏克蘭東部的村莊，由盧甘斯克州斯瓦托韋區的比洛庫拉基內市鎮負責管轄。該村始建於1763年，面積4.6平方公里，海拔高度156米，2001年人口463，人口密度每平方公里100.7人。